# Чернава (Вологодская область)
Чернава — деревня в Грязовецком районе Вологодской области России.
Входит в состав Перцевского муниципального образования, с точки зрения административно-территориального деления — в Перцевский сельсовет.
Расстояние по автодороге до районного центра Грязовца — 14 км, до центра муниципального образования Слободы — 4 км. Ближайшие населённые пункты — Лупочино, Дорожный Крутец, Голубково, Пузово.
По переписи 2002 года население — 15 человек.